# Dominik Kalata

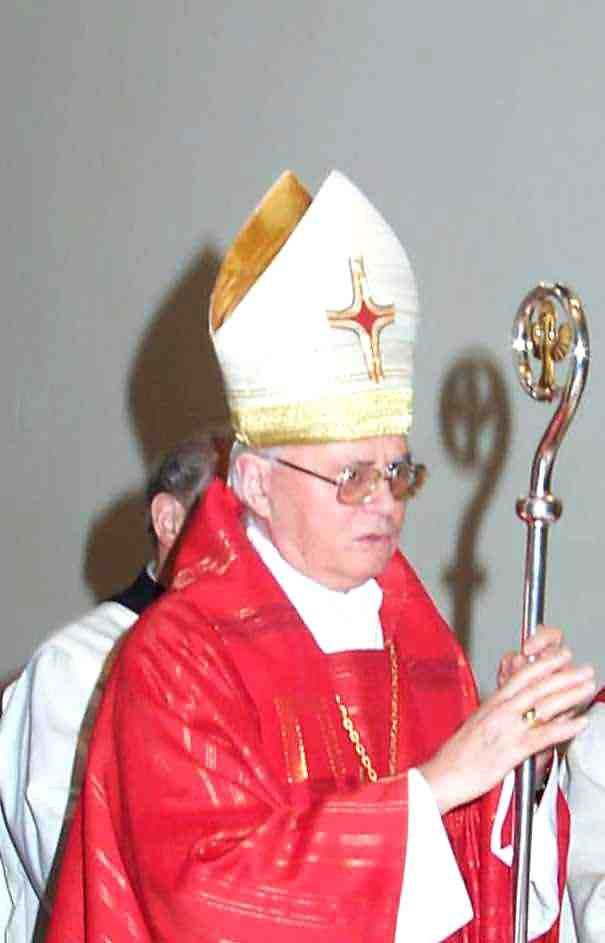
Bischof Kalata in Amtstracht 1999

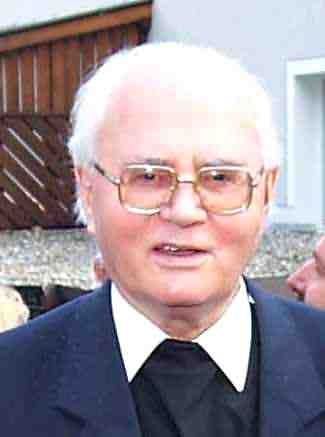
Bischof Kalata 1999

Dominik Kalata SJ (* 19. Mai 1925 in Nowa Biała, Landkreis Nowotarski, Polen; † 24. August 2018 in Ivanka pri Dunaji, Slowakei) war ein slowakischer Ordensgeistlicher und römisch-katholischer Bischof.

## Leben
Der in Polen geborene Kalata (Kaľata) trat bereits mit 18 Jahren in die Gesellschaft Jesu ein und begann seine Studien in Böhmen. Diese wurden jedoch erschwert, als 1950 die Auflösung der Klöster in der Tschechoslowakei verfügt wurde. Es folgten Internierungen in einem Arbeitslager und ein über drei Jahre dauernder Militärdienst. Am 12. August 1951 empfing er in Bratislava die Priesterweihe.
Vier Jahre später spendete ihm am 9. September 1955 Ján Chryzostom Korec SJ insgeheim die Bischofsweihe, da zu dieser Zeit alle Diözesanbischöfe in der Tschechoslowakei verhaftet waren oder unter ständiger Bewachung standen. Sein Bischofsamt konnte er nur geheim ausüben.
Wegen seiner Zugehörigkeit zum Jesuitenorden und fortgesetzter priesterlicher Tätigkeit wurde er insgesamt zu acht Jahren Freiheitsentzug, Verlust der Bürgerrechte und Zwangsarbeit verurteilt. 1968 wurde Kalata amnestiert, doch eine seelsorgerliche Tätigkeit blieb ihm auch weiterhin untersagt. 1969 war es ihm möglich, nach Österreich auszureisen, wo er seine Studien in Innsbruck vervollständigte. Seit 1976 lebte er in Grunern, einem Ortsteil von Staufen im Breisgau, bei Freiburg und stand von 1983 bis 2009 im Dienst der Erzdiözese Freiburg.
Am 16. März 1985 wurde er durch Papst Johannes Paul II. zum Titularbischof von Semta ernannt.
2009 zog er in ein Altenheim der slowakischen Jesuiten in Ivanka pri Dunaji (Slowakei).